# Altenfelden
Altenfelden – gmina targowa w Austrii, w kraju związkowym Górna Austria, w powiecie Rohrbach. Według Austriackiego Urzędu Statystycznego liczyła 2127 mieszkańców (1 stycznia 2015).